# Колумбия (округ, Вашингтон)
Округ Колумбия (англ. Columbia County) — округ штата Вашингтон, США. Население округа на 2000 год составляло 4064 человек. Административный центр округа — город Дейтон.

## История
Округ Колумбия основан в 1875 году.

## География
По данным Бюро переписи США, общая площадь округа равняется 2263,662 км2, из которых 2250,712 км2 суша и 4,900 км2 или 0,600 % это водоёмы.

### Соседние округа
- Округ Гарфилд — восточный
- Округ Уитмен — северный
- Округ Уолла-Уолла — западный
- Округ Франклин — северо-запад
- Округ Уаллауа, штат Орегон — юго-восток
- Округ Юматилла, штат Орегон — юго-западный

## Население
По данным переписи населения 2000 года, в округе проживает 4064 жителей в составе 1 687 домашних хозяйств и 1138 семей. Плотность населения составляет около 2-х человек на км2. На территории округа насчитывается 2 018 жилых строений, при плотности застройки около 1,00-го строения на км2. Расовый состав населения: белые — 93,73 %, негры — 0,22 %, коренные американцы (индейцы) — 0,96 %, азиаты — 0,42 %, гавайцы — 0,05 %, представители других |рас — 2,73 %, представители двух или более рас — 1,89 %. Испаноязычные составляли 6,35 % населения независимо от расы.
В составе 27,70 % из общего числа домашних хозяйств проживают дети в возрасте до 18 лет, 56,00 % домашних хозяйств представляют собой супружеские пары проживающие вместе, 8,50 % домашних хозяйств представляют собой одиноких женщин без супруга, 32,50 % домашних хозяйств не имеют отношения к семьям, 29,00 % домашних хозяйств состоят из одного человека, 13,00 % домашних хозяйств состоят из престарелых (65 лет и старше), проживающих в одиночестве. Средний размер домашнего хозяйства составляет 2,36 человека, и средний размер семьи 2,89 человека.
Возрастной состав округа: 23,90 % моложе 18 лет, 7,00 % от 18 до 24, 22,80 % от 25 до 44, 27,70 % от 45 до 64 и 27,70 % от 65 и старше. Средний возраст жителя округа 42 лет. На каждые 100 женщин приходится 95,20 мужчин. На каждые 100 женщин старше 18 лет приходится 94,80 мужчин.
Средний доход на домохозяйство в округе составлял 33 500 USD, на семью — 44 038 USD. Среднестатистический заработок мужчины был 33 690 USD против 21 367 USD для женщины. Доход на душу населения составлял 17 374 USD. Около 8,60 % семей и 12,60 % общего населения находились ниже черты бедности, в том числе — 15,90 % молодёжи (тех, кому ещё не исполнилось 18 лет) и 11,10 % тех, кому было уже больше 65 лет.